# Jan Wincenty Smoniewski
Jan Wincenty Smoniewski (ur. 13 marca 1793 w Smoniewie, zm. 25 grudnia 1867 w Krakowie) – polski historyk, kolekcjoner i nauczyciel.

## Życiorys
Urodził się w Smoniewie, którego ojciec Wawrzyniec Smoniewski (1706–1813) był współwłaścicielem. Po śmierci ojca  przeniósł się wraz z matką do Kamieńska w powiecie radomskim. W 1816 podjął pracę jako nauczyciel w Warszawie. Ożenił się w 1825 roku. Żona Smoniewskiego zmarła po 12 latach małżeństwa. Nie mieli dzieci. Od 21 lutego 1859 roku był członkiem czynnym Towarzystwa Naukowego Krakowskiego. Posiadał własny księgozbiór, zbierał oryginalne dokumenty. Testamentem książki i rękopisy przekazał Towarzystwu Naukowemu Krakowskiemu. Pozostały majątek nakazał przekazać: Towarzystwu Wzajemnej Pomocy Uczniów Uniwersytetu Krakowskiego, Towarzystwu Dobroczynności, bonifratrom, Bractwu Miłosierdzia oraz przytułkowi i domowi pracy. Szkole batiniolskiej w Paryżu  we wrześniu 1867 roku przekazał zbiór pieczęci i ryciny. 

## Publikacje
Opublikował liczne prace poświęcone zabytkom kultury i statystyki. Najbardziej popularne z nich to:
- Wędrówki po Polsce i wyprawa w Karpaty (1868)
- Wiadomości historyczno-statystyczne o kościele archikatedralnym NMP na rynku w Krakowie (1868)[4]
- Zbiór wiadomości o magistratach polskich (1868)[5]
- O kościołach kollegiackich w Krakowie[6]